# Moksjärvi
Moksjärvi är en sjö i kommunen Vichtis i landskapet Nyland i Finland. Sjön ligger 85,7 meter över havet. Den är 7,73 meter djup. Arean är 87 hektar och strandlinjen är 6,82 kilometer lång. Sjön  ingår i Karisåns huvudavrinningsområde.   Den ligger omkring 44 km nordväst om Helsingfors. 
I sjön finns öarna Isosaari och Takasaari.